# Alla helgons dag

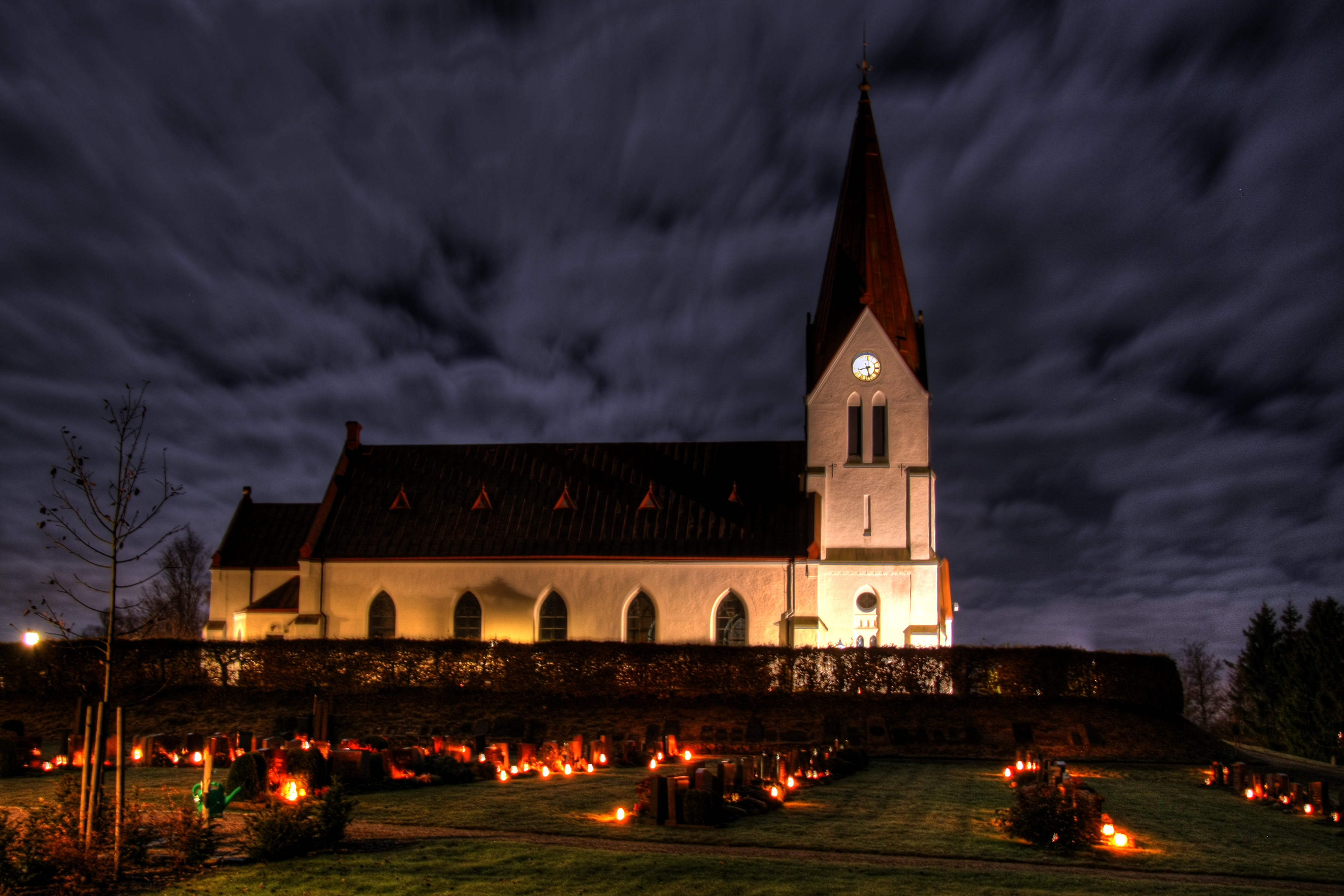
Kyrkogården vid Röke kyrka på Alla helgons dag 2009.

Alla helgons dag (latin: Festum Omnium Sanctorum eller Dominica in natali sanctorum) är en kristen högtid som firas till martyrers och helgons ära. Den har utan avbrott ingått i det svenska kyrkoåret sedan medeltiden. I Finland och Sverige är Alla helgons dag en allmän helgdag. Den inföll tidigare alltid den 1 november men flyttades 1772 till första söndagen i november. Vid den svenska helgdagsreformen 1953 flyttades den till den lördag som infaller mellan den 31 oktober och 6 november. I Finland flyttades den två år senare, till lördagen.
Ursprungligen var dagen alltså en fast helgdag den 1 november, en plats den behållit i andra länder. Inom den latinska riten i romersk-katolska kyrkan är den 1 november, såsom alla helgons dag, en av de förpliktande helgdagarna. 
Efter motioner i Sveriges riksdag om att öka antalet arbetsfria dagar under hösten flyttades Alla helgons dag 1953 till en lördag, som därmed blev allmän helgdag (lördag var dåförtiden en arbetsdag). Samtidigt ändrades almanackans namn på 1 november till Allhelgonadagen. Söndagen omedelbart efter Alla helgons dag fick 1983 karaktären av Alla själars dag, till minne av alla döda. Sedan 2002 är detta också ett av dagens officiella namn i Den svenska evangelieboken.

## Historia

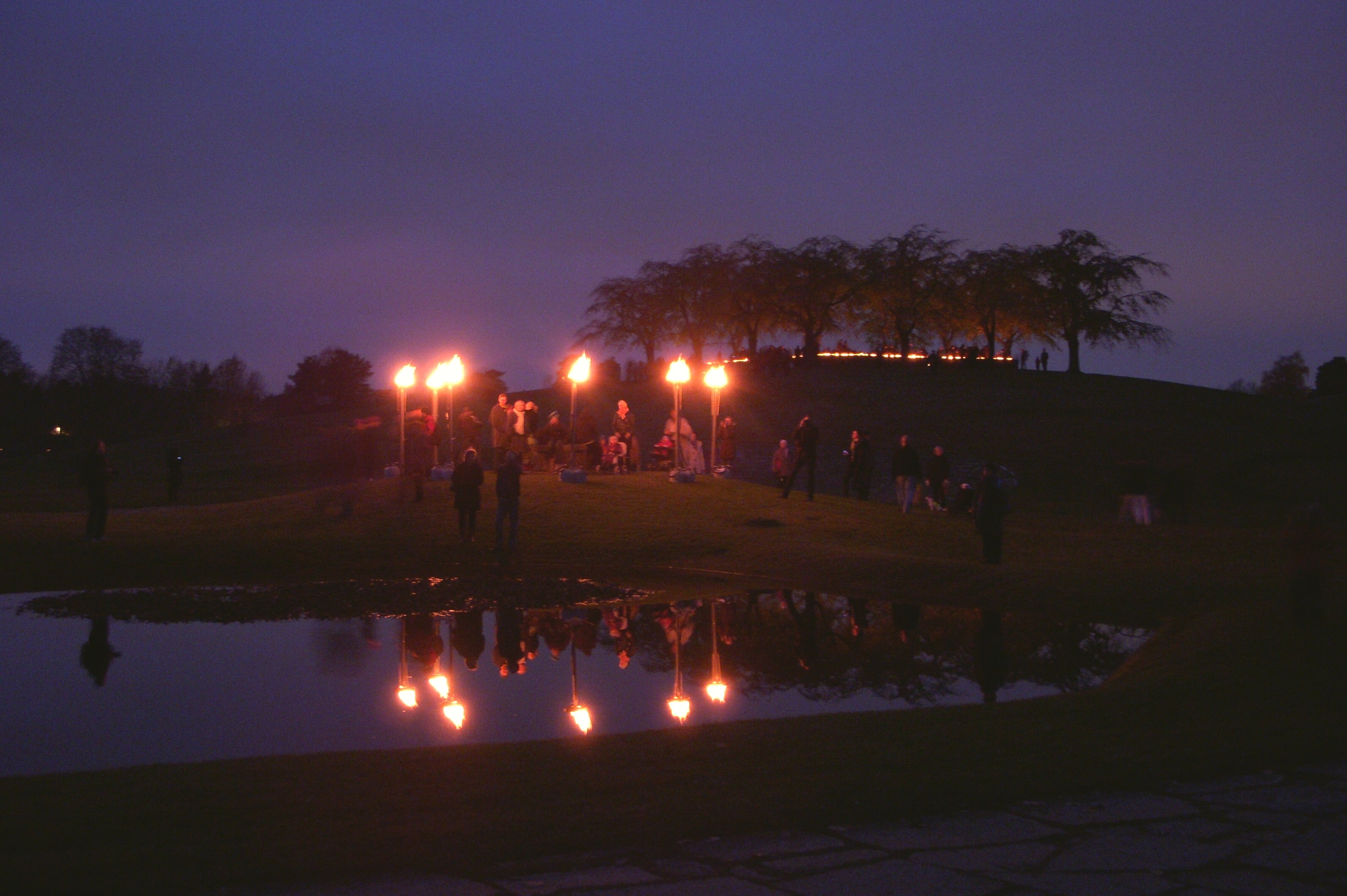
Meditationslunden på Skogskyrkogården i Stockholm den 31 oktober 2009.

Seden att uppmärksamma helgon och martyrer på olika specifika dagar uppstod tidigt inom kristendomen, och snart även behovet av en samlingsdag för mindre betydande helgon som inte fått en egen plats i kalendern. Därför infördes en ”alla (övriga) helgons dag” för dessa. Inom de ortodoxa kyrkorna sker firandet inte på hösten utan första söndagen efter pingst. För ortodoxa kyrkan var åminnelsedagens ursprung Alla martyrers fest, vilken firades till exempel i Antiokia. Även inom den romersk-katolska kyrkan tycks detta ursprungligen ha skett på våren. Efter Pantheons invigning till kyrka den 13 maj 608 hänsköts firandet till den 1 november. Datumet fastslogs under påven Gregorius VII.
En koppling till mer allmän minnesdag över de döda uppstod också tidigt. Detta har rötter i förkristna keltiska traditioner och övertogs sedan av de kristnade germanerna. Man trodde att de döda i samband med sommarens slut och vinterns början återvände hem och behövde vägledas med ljus och eldar, vilket lever kvar i den moderna seden att tända ljus, smycka och vaka över anhörigas gravar. Inom den katolska kyrkan infördes på 1000-talet (med början i Cluny år 998) alla själars dag den 2 november, som en dag då man ska minnas sina bortgångna anhöriga. Då firas Mässan för de döda, och kallas då Requiemmässa, eftersom man önskar de döda "requiem aeternam" – "evig vila".
I samband med reformationen upphörde Alla själars dag att vara helgdag i protestantiska länder men hade i Sverige ännu i 1700-talets almanackor namnet Själadagen. Den återinfördes i Svenska kyrkan som helgdag 2002 och infaller på söndagen efter Alla helgons dag; den hade då informellt firats denna dag sedan 1950-talet. För att inte blanda samman "alla helgon" och "alla döda" firas enligt 2002 års evangeliebok "Alla helgons dag" alltid på en lördag i början av november. Den följande "söndagen efter alla helgons dag" har namnet "Alla själars dag". Kollektbönen under Alla helgons dag markerar kyrkans officiella inställning till helgonen, när man ber att "förebilden" av "helgonens skara" skall "väcka oss till ett heligt liv så att vi inte bara firar deras minne utan också följer dem i tro och goda gärningar". I Svenska kyrkan är det just "helgonen" som är temat på Alla helgons dag.:
Seden att tända ljus på gravarna i allhelgonatid växte i Sverige fram mot slutet av 1800-talet. I äldre tradition tändes gravljus mest på julafton, en sed som levde kvar in på 1940-talet.
I den finska folktraditionen firades tidigare skördefesten kekri, som sammanföll med allhelgonadagen. Kekri markerade arbetsårets slut och många spådomar och seder kring festen har senare förflyttats till jul och nyår. Halloween har ibland setts som en modern version av kekri.

## Halloween – Alla helgons afton
I anglosaxiska länder motsvaras dagen före Alla helgons dag snarast av den folkliga Halloween – en förvrängning av det ursprungliga All Hallows' Eve (alla helgons afton) – med barnupptåg av olika slag, en sed som sedan mitten av 1990-talet har vunnit spridning också i Sverige, där det fått ta över en del seder från det folkliga påskfirandet. Under Halloween i anglosaxiska länder besöker barn klädda i skräckmundering hus utanför vilka en urgröpt pumpa ställts fram.  Barnen kan vara utklädda till onda väsen som häxor, spöken eller liemannen. Ur den utplacerade pumpan har ett skräckinjagande låtsasansikte skurits i syfte att skrämma bort onda andar. Barnen ringer på och om någon öppnar frågar barnen "bus eller godis?". Att välja bus innebär att ett skämtsamt rackartyg kommer att drabba dem som har besöks. Detta ska symbolisera de onda andar som följt med upp vid årets skörd. Inte bara kära anhöriga som har lämnat oss under året kommer upp som goda andar; även de onda frigörs vid skörden. Därför ställs pumpan fram för att mota bort de onda andarna från våra hem. De onda andarna avskyr allt med ljus, som solljus eller eldsken. Därför är det viktigt att tända ett levande ljus i pumpan för att öka den avskräckande effekten. En del av seden går ut på att respektera dem som inte firar Halloween, och ett hem utan pumpa vid ingången anses fredat och deltar inte i firandet.
Halloween infaller i de länder där sederna uppstått och vuxit fram alltid den 31 oktober, eftersom det är den dagen som är All Hallow's Eve i dessa länder, med Alla helgons dag som fast helgdag dagen därpå, den 1 november. I Sverige är det ju rent faktiskt "Alla helgons afton" dagen före Alla helgons dag, dvs fredagen som infaller mellan 30 oktober och 5 november, men det finns ingen levande praxis i Sverige för när Halloween vore rimligast att fira här. Eftersom det tidigt fanns en motsättning där svenskar vana vid traditionellt svenskt allhelgonafirande med ljus på gravar inte ville se utklädda spöken springa omkring samma dag har frågan varit livligt debatterad och det finns eller har funnits en opinion för "fredag bus, lördag ljus" men på senare år (senare delen av 2010-talet) verkar en mer dogmatisk linje bunden till datumet 31 oktober dominera bland de som yttrar sig i frågan.
Traditionellt sker under allhelgonhelgen högtidlighållandet av döda släktingars minne genom att besöka och utsmycka deras gravar. Kyrkan markerar detta genom gudstjänster på Alla själars dag, som infaller dagen efter, det vill säga på söndagen.

## Kyrkoårets texter
I Svenska kyrkan läses följande texter på Alla helgons dag, beroende på årgång:
|                          | Årgång 1       | Årgång 2        | Årgång 3      |
| ------------------------ | -------------- | --------------- | ------------- |
| Gammaltestamentlig text: | Jesaja 49:8–10 | Jesaja 60:18–22 | 5 Mos 34:1–5  |
| Epistel:                 | Uppb 7:9–17    | Hebr 12:1–3     | Hebr 12:22–24 |
| Evangelium:              | Matt 5:1–12    | Matt 5:13–16    | Luk 6:20–26   |